# Oxytropis michelsonii
Oxytropis michelsonii är en ärtväxtart som beskrevs av Boris Fedtjenko. Oxytropis michelsonii ingår i släktet klovedlar, och familjen ärtväxter. Inga underarter finns listade i Catalogue of Life.